# Kleinbehälter

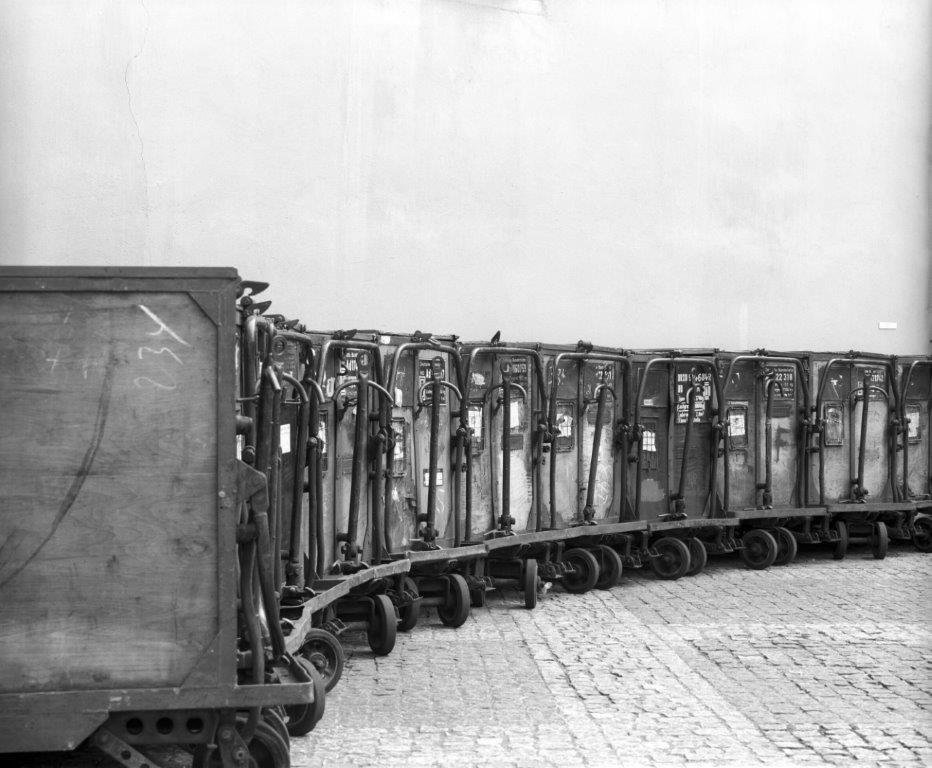
Kleinbehälter der Deutschen Bahn

Ein Kleinbehälter, auch Kleincontainer, ist ein Behälter zur Lagerung und zum Transport von Gütern. Die Frachtbehälter existieren in verschiedensten Größen und sind in der Regel genormt und/oder standardisiert, um Transport und Planung zu vereinfachen. Im Gegensatz zu den Großbehältern haben sie einen Rauminhalt von weniger als drei Kubikmeter.
Kleinbehälter wurden bereits bei der Deutschen Reichsbahn im sogenannten Behälterverkehr eingesetzt und waren bei den europäischen Bahnen im internationalen Verkehr zugelassen. Sie haben ein Volumen von ein bis drei Kubikmeter und eine Nutzlast von höchstens 1,2 Tonnen. Die bei der Bahn verwendeten Kleinbehälter haben Räder, sodass sie ohne weitere Hilfsmittel von Hand in Güterwagen oder auf Lastwagen geschoben werden konnten.
Es wurde zwischen gewöhnlichen (die sogenannte Regelbauart) und Sonderbehältern unterschieden. Erstere waren als geschlossene Bauart ausgeführt und mussten eine vollständig zu öffnende Längswand haben. Sie konnten zur Beförderung beliebiger Güter verwendet werden. Sonderbehälter dagegen waren zur Beförderung bestimmter Güter bestimmt, für die sie entsprechend angepasst waren. Sie konnten sowohl geschlossener oder offener Bauart sein als auch mit einem Kessel-, Kühl- oder Wärmeschutzbehälter ausgerüstet sein.
Die Kleinbehälter bestanden aus einem Stahlrahmen aus Winkelprofilen mit Sperrholzausfachung und Weichholzfußboden. In der ursprünglichen Ausführung wurden u. a. die Rahmenprofile aus warmgewalztem Winkeleisen gefertigt und Radkörper aus Temperguss verwendet, so dass das Eigengewicht des Behältertyps A ca. 226 kg, des Behältertyps B 287 kg und des Behältertyps 359 kg betrug. Mitte der 1950er Jahre wurde ein geringeres Eigengewicht angestrebt, weshalb man u. a. die Konstruktion der Rahmenprofile auf gekantete Bleche und die Radkörper auf Leichtmetallguss umgestellt wurden. Dadurch konnte das Eigengewicht auf 191 kg, 248 kg und 320 kg reduziert werden.